# Петер Кристен Асбјернсен
Петер Кристен Асбјернсен (норв. Peter Christen Asbjørnsen; Осло, 15. јануар 1812 — Осло, 5. јануар 1885), био је норвешки књижевник и научник.
За норвешку књижевност значајан је његов рад на бележењу и скупљању дела народне књижевности (сага) у сарадњи са Јергеном Моеом. Језички израз прикупљених сага функционални је спој народног говора и урбаног данско-норвешког језика.
Његов лик се налази на новчаници од 50 норвешких круна.

## Дела
- „Норвешке народне приче“,
- „Норвешке бајке о вилама и народне приповетке“,
- „Сабране приповетке“ (у 3 свеске).